# (99973) 1981 EB6
(99973) 1981 EB6 es un asteroide perteneciente al cinturón de asteroides descubierto por Schelte John Bus el 7 de marzo de 1981 desde el Observatorio de Siding Spring. 

## Designación y nombre
Designado provisionalmente como 1981 EB6.

## Características orbitales
1981 EB6 está situado a una distancia media de 3,103 ua, pudiendo alejarse un máximo de 3,777 ua y acercarse un máximo de 2,429 ua. Tiene una excentricidad de 0,217. 

## Características físicas
Este asteroide tiene una magnitud absoluta de 14,0.